# اتحاد سلالي

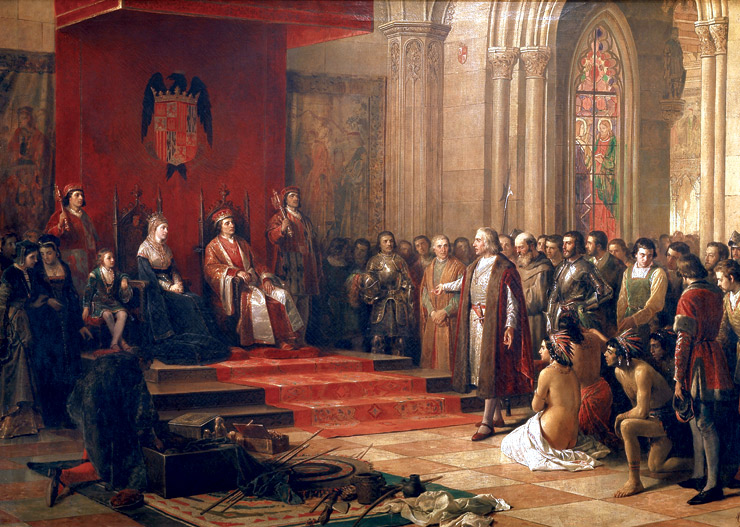

الاتحاد سلالي هو نوع من الفدرالية مع اثنين فقط من الدول المختلفة التي تحكمها نفس السلالة الحاكمة، في حين حدودها، قوانينها ومصالحها تبقى متميزة. وهو يختلف عن الاتحاد الشخصي حيث إن في ذلك الاتحاد شخصي يكون تحت ملك، ولكن ليس تحت سلالة.